# Municipio de Colvin (Minnesota)
El municipio de Colvin (en inglés: Colvin Township) es un municipio ubicado en el condado de St. Louis en el estado estadounidense de Minnesota. En el año 2010 tenía una población de 317 habitantes y una densidad poblacional de 3,41 personas por km².

## Geografía
El municipio de Colvin se encuentra ubicado en las coordenadas 47°19′26″N 92°13′43″O / 47.32389, -92.22861. Según la Oficina del Censo de los Estados Unidos, el municipio tiene una superficie total de 93.09 km², de la cual 87,3 km² corresponden a tierra firme y (6,23 %) 5,8 km² es agua.

## Demografía
Según el censo de 2010, había 317 personas residiendo en el municipio de Colvin. La densidad de población era de 3,41 hab./km². De los 317 habitantes, el municipio de Colvin estaba compuesto por el 98,11 % blancos, el 0,95 % eran amerindios y el 0,95 % eran de una mezcla de razas. Del total de la población el 0 % eran hispanos o latinos de cualquier raza.